# 에이프릴 윈첼
에이프릴 윈첼(April Winchell, 1960년 1월 4일 ~ )는 미국의 라디오 DJ, 영화 배우, 연극 배우, 텔레비전 배우, 각본가, 성우이다.

## TV 애니메이션
- 라이온 킹 - 티몬과 품바 (1995년)
- 101 달마시안 - TV 시리즈 (1996년)
- 킴 파서블: 소 더 드라마 (2005년)
- 피니와 퍼브 (2007년) - 애디셔널 보이스 역
- 신비한 개구리 나라 앰피비아 (2019년)

## 영화
- 레고 DC 코믹스 슈퍼 히어로: 저스티스 리그 vs 비자로 리그 (2015년)
- 화이트 고릴라 (2011년) - 엄마 목소리 역
- 더 혼티드 월드 오브 엘 슈퍼비스토 (2009년)
- 엘라의 모험: 해피엔딩의 위기 (2007년)
- 퀴어 덕: 더 무비 (2006년)
- 나야, 엘로이즈 (2006년)
- 토드와 코퍼 2 (2006년)
- 쿠스코? 쿠스코! 2 (2005년)
- 타잔 2 (2005년)
- 뮬란 2 (2004년)
- 디즈니 삼총사 (2004년)
- 미키의 크리스마스 선물 (2004년)
- 타잔 - 시리즈 2 (2002년)
- 미키의 환상의 크리스마스 (2001년)
- 타잔 - 시리즈 (2001년)
- 레이디와 트램프 2 (2001년)
- 방학 대소동 - 여름방학 구출작전 (2001년)
- 앨빈과 늑대인간 (2000년)
- 미키의 크리스마스 (1999년)
- 미키의 환상의 크리스마스 (1999년)
- 개미 (1998년)
- 벨의 마법의 세상 (1997년)
- 로저 래빗 베스트 (1996년)
- 트레일 믹스-업 (1993년)
- 고양이 특공대 (1993년)
- 누가 로져 래빗을 모함했나 (1988년)